# والتر تویس
والتر تویس (انگلیسی: Walter Tevis؛ ۲۸ فوریه ۱۹۲۸ – ۸ اوت ۱۹۸۴) رمان‌نویس و نویسندهٔ داستان کوتاه اهل ایالات متحده آمریکا بود. وی در سال ۱۹۲۸ در سانفرانسیسکو متولد شد. در یازده‌سالگی به همراه خانوادهٔ خود به کنتاکی نقل‌مکان کرد. در آنجا، بازی بیلیارد را یادگرفت و به داستان‌های علمی‌تخیلی علاقه‌مند شد. در هفده‌سالگی به خدمت نیروی دریایی درآمد و پس از خدمت، در دانشگاه کنتاکی مشغول به تحصیل شد. وی مدرک کارشناسی و کارشناسی‌ارشد خود را در رشتهٔ ادبیات انگلیسی از این دانشگاه دریافت کرد و پس از فارغ‌التحصیلی، به تدریس در دبیرستان پرداخت. در همین دوره از زندگی خود، دست به نوشتن داستان‌های کوتاهی زد که در نشریات مختلف به چاپ می‌رسیدند. بیلیاردباز، اولین رمان وی، در سال ۱۹۵۹ و پس از آن، رمان مردی که به زمین سقوط کرد در سال ۱۹۶۳ چاپ شد. او چهارده سال به تدریس ادبیات انگلیسی و نویسندگی خلاق در دانشگاه اوهایو پرداخت. در سال ۱۹۷۸ تدریس در دانشگاه را رها کرد و به نیویورک رفت تا به نوشتن ادامه دهد. در آنجا، مجموعه‌داستانی به نام دور از خانه (۱۹۸۱) و چهار رمان دیگر نوشت: مرغ مینا (۱۹۸۰)، قدم‌های خورشید (۱۹۸۳)، گامبی وزیر (۱۹۸۳) و رنگ پول (۱۹۸۴). ماجرای رنگ پول در واقع ادامهٔ ماجرای بیلیاردباز است و شخصیت‌های آن نیز همان شخصیت‌ها هستند.
تویس در سال ۱۹۸۴بر اثر سرطان درگذشت. آثار وی به زبان‌های مختلف ترجمه شده‌اند.